# Pedicelária

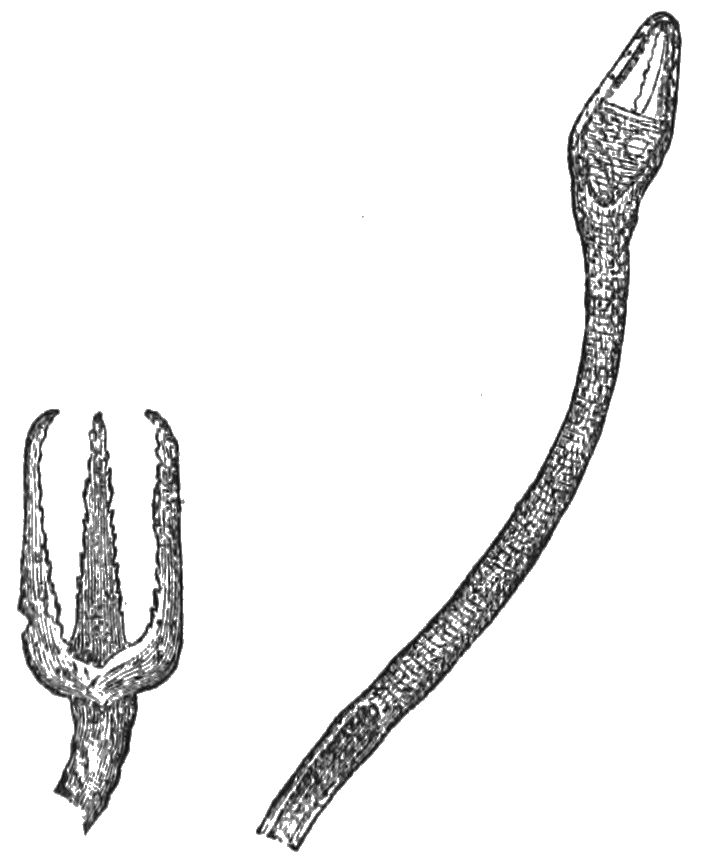
Pedicelário de um ouriço-do-mar.

Pedicelárias são pequenos apêndices especializados em forma de mandíbula que são utilizados para a proteção, especialmente contra pequenos animais ou larvas que podem sedimentar na superfície corporal dos equinodermos.  Cada pedicelária consiste de uma haste carnosa curta, encimada por um aparelho semelhante a uma mandíbula, composto de três pequenos ossículos móveis arranjados para formar uma pinça ou tesoura.